# Staats- und Universitätsbibliothek Bremen

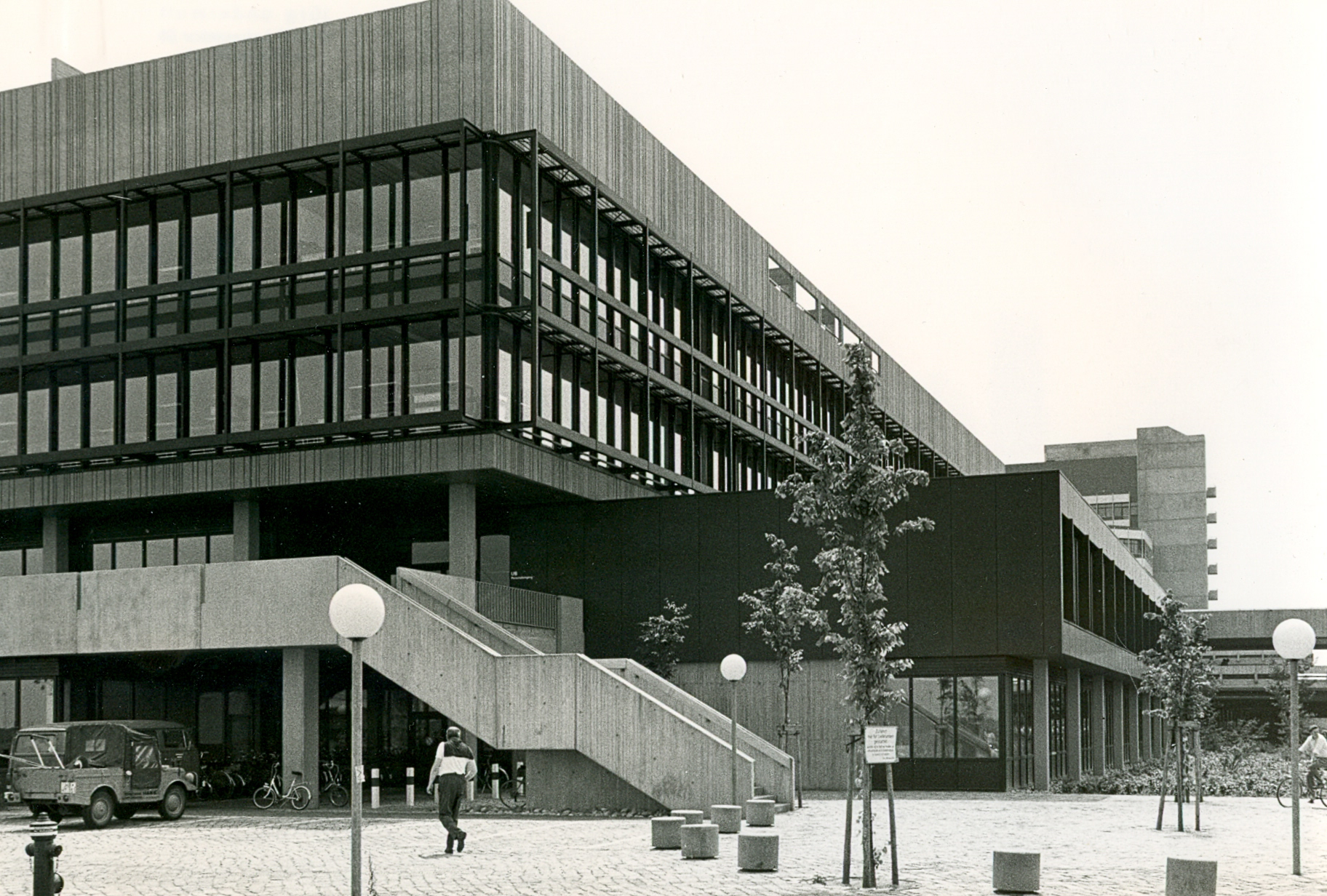
Staats- und Universitätsbibliothek Bremen

Die Staats- und Universitätsbibliothek Bremen (SuUB) ist die wissenschaftliche Bibliothek der Freien Hansestadt Bremen, der Universität Bremen und der staatlichen Hochschulen im Land Freie Hansestadt Bremen mit rund 32.000 Studenten und rund 1.450 Lehrenden und Wissenschaftlern. Sie hat ihren Sitz in Bremen.

## Aufgabe
In ihrer Doppelfunktion als Staatsbibliothek und Universitätsbibliothek stellt die Bibliothek Benutzern und Institutionen aus dem Lande Bremen sowie dem Unterweserraum wissenschaftliche und regional bezogene Literatur zur Verfügung. Besondere Sammelgebiete waren im Rahmen der Förderung durch die Deutsche Forschungsgemeinschaft bis einschließlich 1997 Publizistik und Journalismus sowie Massenkommunikation und Theorie und Geschichte des Pressewesens. Als Bibliothek für das Land Bremen sammelt sie Bremensien. In Zusammenarbeit mit der GWLB Hannover erstellt sie die Bremische Bibliographie als Bibliographie für das Bundesland Bremen. Als Archiv- und Landesbibliothek der Freien Hansestadt Bremen nimmt sie das Pflichtexemplarrecht wahr. Im Online-Katalog sind zirka 95 % aller ab 1966 erworbenen Medien erschlossen.

## Geschichte
1628 hinterließ Gerlach Buxdorff, Bremer Syndicus, der Stadt seine Bücher. 1646 kaufte der Bremer Rat die Bücher und Handschriften des Gelehrten Melchior Goldast von Haiminsfeld. Dazu gehörten 2.000 Bände, u. a. das berühmte Perikopenbuch Heinrichs III. 1660 wurde aus diesen Beständen die Bibliotheca Bremensis, Bremens erste wissenschaftliche, öffentliche Bibliothek im Dominikanerkloster St. Katharinen, dem Sitz der schon 1528 gegründeten Lateinschule und 1610 zum Gymnasium illustre erweiterten Hochschuleinrichtung. Ende des 18. Jahrhunderts konnten die Bestände von Johann Philipp Cassel übernommen werden. Diese regional und lokal interessanten Bestände bilden das Herzstück der Bremensien-Sammlung.

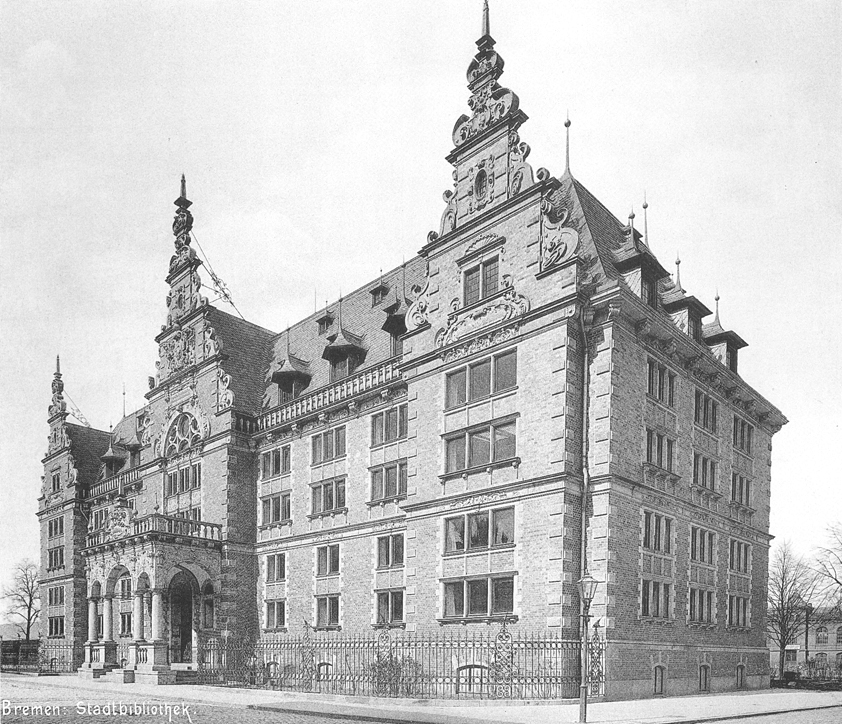
Gebäude der Stadtbibliothek (später Staatsbibliothek) am Breitenweg. 1897 durch Johann Georg Poppe errichtet, 1942 größtenteils zerstört.

Der Bibliothekar Johann Georg Kohl fertigte zwischen 1863 und 1878 einen umfassenden Katalog an. Der Bibliothekar Heinrich Bulthaupt erreichte, dass ein Neubau errichtet wurde. 1897 konnte am Breitenweg (heute Standort CinemaxX-Kino) das nach den Plänen des Bremer Architekten Johann Georg Poppe repräsentative Bibliotheksgebäude gebaut und eingeweiht werden.
Vom 1. Mai 1922 bis zum Auszug 1940 musste die Zentrale der Lesehalle in Bremen ihren Betrieb in den Keller der Staatsbibliothek verlegen, da sich das Vermögen des Trägervereins aufgrund der Inflation gänzlich aufgezehrt hatte und die Stadt den Fortbestand nur marginal förderte.
1927 erhielt die wissenschaftliche Stadtbibliothek die Bezeichnung Staatsbibliothek Bremen.
Im Zuge der nationalsozialistisch gesteuerten Gleichschaltung der Kultur-, Bildungs- und Wissenschaftsinstitutionen erfolgte auch in Bremen zwischen 1933 und 1937 eine Neuorganisation des Bildungs- und Bibliothekswesens unter dem NS-Senator Richard von Hoff. Gleich zu Beginn wurde die Lesehalle verstaatlicht. Der Direktor der Staatsbibliothek, Hinrich Knittermeyer, übernahm bis 1936 kommissarisch die Leitung und "säuberte" den Bestand entsprechend der nationalsozialistischen Ideologie um 25 % – von 29.000 auf 22.000 Bände.
1939 hatte die Staatsbibliothek 284.000 Bände, 218 Inkunabeln und 1.660 Handschriften. Wertvolle Bestände wurden im Krieg ausgelagert, darunter in das Schloss Wernigerode. Das Bibliotheksgebäude wurde 1944 durch Bomben getroffen und notdürftig repariert. Knittermeyer wurde am 4. September 1945 wegen seiner aktiven NS-Vergangenheit, u. a. Mitglied in der NSDAP seit 1. März 1933 und förderndes Mitglied der SS, aus dem Staatsdienst entfernt und inhaftiert. Im Nachlass finden sich zahlreiche Belege seiner explizit nationalsozialistischen Gesinnung, u. a. das Zitat „Die Ordnung der Rasse zwinge zum Kampf gegen die Juden“.
Von 1945 bis 1950 leitete der pensionierte Direktor des Staatsarchivs Bremen, Hermann Entholt (1870–1957), den Wiederaufbau der Bibliothek. Am 31. Mai 1948 konnte die Staatsbibliothek nach der Rückführung vieler ausgelagerter Bestände bei einem Gesamtbestand von 300.000 Bänden den Betrieb wieder aufnehmen. Die in der DDR verbliebenen ausgelagerten Bestände und die in der Sowjetunion (Universitätsbibliothek Tiflis, Georgien) lagernden Bestände konnten ab 1989 wieder zurückgeführt werden. Erst 1998 und 2000 folgten weitere Bestände wertvoller 575 Handschriften aus Jerewan (Armenien). Weitere Auslagerungsbestände lagern u. a. noch in St. Petersburg, Moskau und Tomsk.
Das Profil der Staatsbibliothek war ab 1948 auf das einer wissenschaftlichen Bibliothek ausgerichtet; in der Folgezeit erhielt sie auch Zuwendungen von der Deutschen Forschungsgemeinschaft (DFG). 1964 war der Bestand auf 350.000 Bänden angewachsen.
1965 wurde im Rahmen der Universitätsgründung beschlossen, dass die zukünftige Universitätsbibliothek mit der vorhandenen Staatsbibliothek verbunden würde. Der neue Direktor der Staatsbibliothek, Rolf Kluth, entwickelte die Konzeption einer wissenschaftlichen Bibliothek mit einem erheblichen Bestand in einer Freihandaufstellung. Die Nutzer, die beratenden Bibliothekare und die freistehenden Bücher sollten sich dabei auf derselben Geschossebene befinden, damit durch dieses Nebeneinander ein möglichst nahtloser Kontakt entstehen könnte. 1975 wurde das neue Gebäude auf dem Universitätscampus eingeweiht. 1982 wurde der Bibliothek die Aufgabe der Literaturversorgung der bremischen Hochschulen übertragen.
Das alte Gebäude am Breitenweg diente noch einige Jahre dem Überseemuseum als Lager, bis es 1999 einem Großkino weichen musste.

## Medien und Nutzer

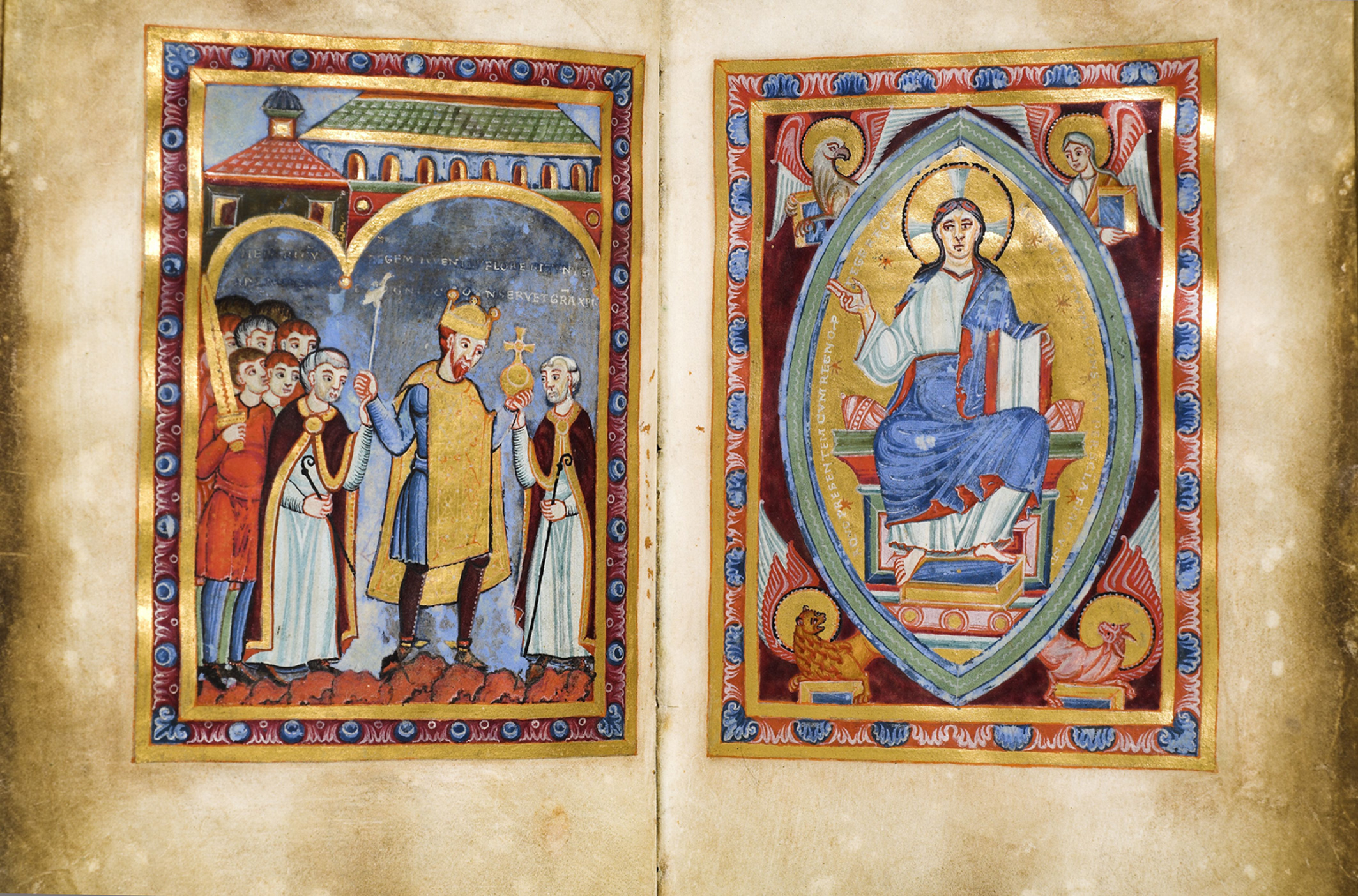
Das Perikopenbuch Heinrichs III. (1039–1043), ein bedeutendes Werk der ottonischen Buchmalerei im Bestand der SuUB

Im Jahr 2015 haben rund 42.000 aktive Benutzer die Bibliothek aufgesucht und es gab 2.122.975 Entleihungen inkl. Verlängerungen.
Das gedruckte und elektronische Informationsangebot besteht (Stand 2016) aus 3.449.333 Bänden (Bücher, Zeitschriften und Zeitungen), 235.745 Dissertationen, 5.494 Karten, 14.167 Rara, 184 Inkunabeln, 75.151 Noten, 82.036 AV-Materialien, 5.745 laufend bezogene gedruckte Zeitschriften und 38.709 laufend bezogene elektronische Zeitschriften.
Der historische Altbestand umfasst heute 2.063 Handschriften, 3.800 historische Karten und Ansichten, 84 griechische Papyri, 64 Nachlässe und eine umfangreiche Autographensammlung. Um 70.000 bibliographischen Einheiten sind vor 1899 gedruckt worden.
2015 wurden 67.236 neue Medien im Wert von rd. 7,2 Mio. Euro erworben.
Im Hauptgebäude gibt es insgesamt 490 Arbeitsplätze, davon 186 Internetarbeitsplätze, 23 Einzelarbeitsräume und 5 Gruppenarbeitsräume mit 72 Plätzen.

### Besondere Angebote
Die SuUB hat folgende besondere Angebote:
- Elektronische Bibliothek (E-LIB) – Suchmaschine als Bibliothekskatalog mit elektronischen Zeitschriften und Zugriff auf etwa 60 Mio. Medien (Stand 2014)
- Fachinformationsdienst Politikwissenschaft (gemeinsam mit der GESIS-Leibniz-Institut für Sozialwissenschaften Köln – (aktuell in der 2. Förderphase (2019–2021)))
- Digitale Sammlungen (Retrodigitalisierter historischer Bestand) und digitale historische Kartensammlung (über 3800)
- Bibliotheksbenutzung: Einführungen sowie Schulungen
- Mediathek für audiovisuellen Medien Wiedergabe- und Aufzeichnungs- bzw. Kopiermöglichkeiten
- Standortkatalog der deutschen Presse mit einer der größten deutschsprachigen Zeitungssammlungen auf Mikrofilm
- Cibera: Virtuelle Fachbibliothek Ibero-Amerika
- Sammlung von mittelalterlichen (124) und neuzeitlichen (ca. 480) Handschriften (über 2000), Raritäten und griechische Papyri (84)
- Bremensien-Sammlung
- Autographen-Sammlung (mehr als 4000 Stück)
- Inkunabel-Sammlung[8] (184 Stück)
- ca. 70 Nachlässe[9]
- ca. 3800 historische Karten[10] und ca. 700 Porträts[11]
- Bereits Anfang der 1990er Jahre begann die SuUB Bremen als eine der ersten Bibliotheken in Deutschland mit der systematischen Suche nach sogenannten NS-verfolgungsbedingt entzogenem Kulturgut (u. a. Bücher aus jüdischer Provenienz).[12]

## Gebäude

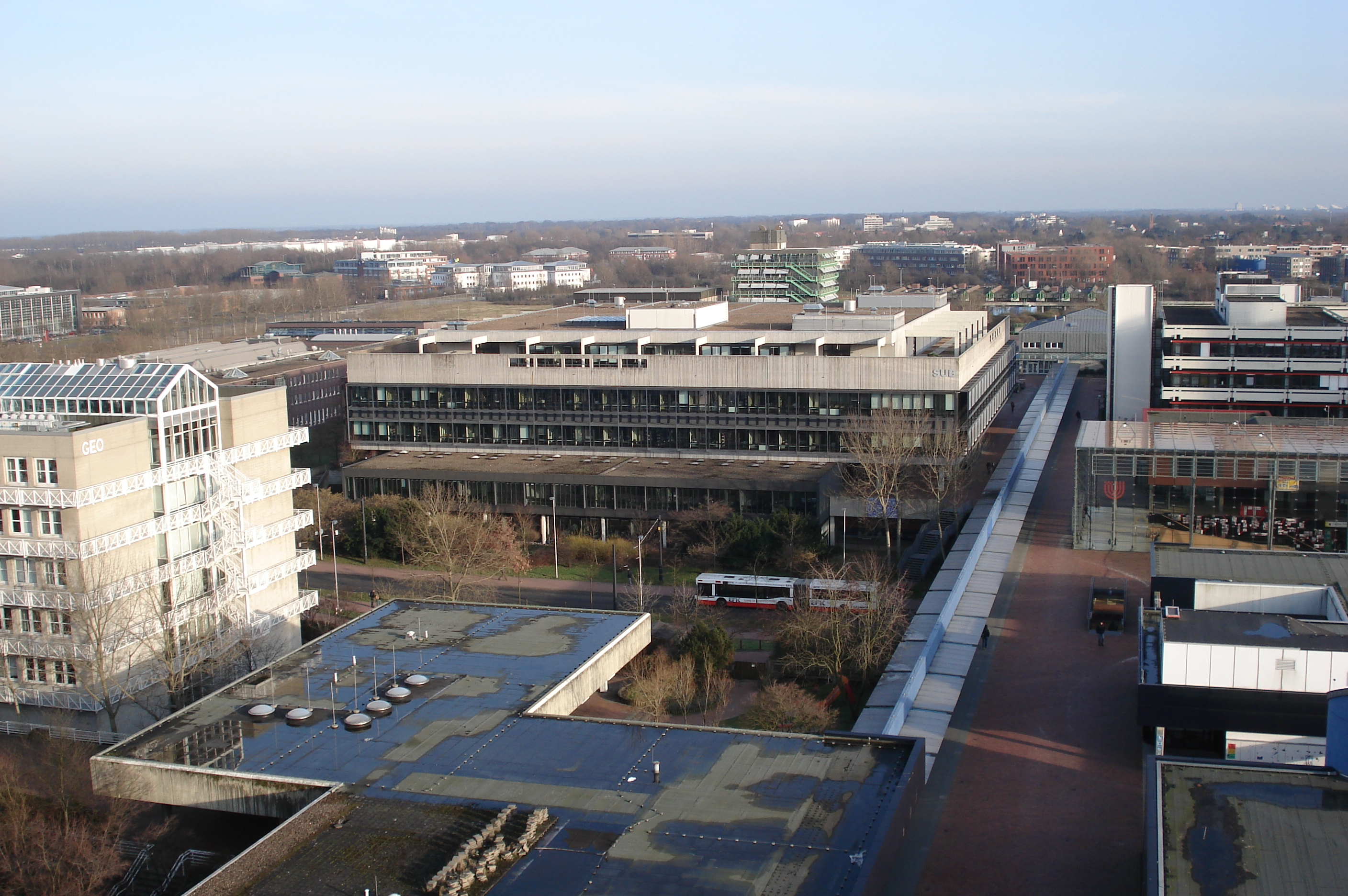
Der Campus der Uni-Bremen von oben

Auf der Grundlage von Strukturplänen von 1965 des Leiters der damaligen Staatsbibliothek Bremen, Rolf Kluth, wurde die Universitätsbibliothek vom Universitätsbauamt (Architekten Eberhard Kaiser, Roland Kutzki; Innenarchitekt Rainer Tietmann) planerisch entworfen und von 1971 bis Ende 1974 gebaut.
Es wurde dabei eine Fläche von rund 8000 m² überbaut und in rund 128.000 m³ umbauten Raum (BRI) 25.538 m² Flächen (BGF) geschaffen. Die Kosten beliefen sich auf rund 39 Mio. Deutsche Mark.
Der fünfgeschossige Bau an der Zentralachse der Universität ist in den Obergeschossen ein rechteckiger Bau von zirka 70 × 80 Meter Ausmaß. Der Stahlbetonbau hat ein Rohbauraster der abgerundeten Stützen von 7,20 Meter und ein um 0,60 Meter versetztes Ausbauraster für die flexiblen Wände von 1,20 Metern. Ein erheblicher technischer Ausbau mit Klimaanlagen, Förderanlagen, Sicherheitsanlagen, Staubsauganlage, Rollregalanlage war erforderlich. Die für die Raumgröße erforderliche Klimaanlage und die Zuordnung des bibliothekarischen Fachpersonals in den Einzelräumen ohne Flurabtrennung auf den Ebenen 2 und 3 fand von Anfang an nicht die breite Zustimmung dieser Mitarbeiter.
Das Gebäude war für eine Kapazität von rund 2 Mio. Bänden (bei Kompaktaufstellung von 2,5 Mio. Bänden) ausgelegt, davon sollten über 0,8 Mio. Bände freihändig erreichbar sein. Weiterhin wurden bis zu 200 Mitarbeiterplatze und rund 750 Leseplätze geschaffen.
Untergebracht sind:
- in Ebene 0 das Magazin mit seiner schweren Rollregalanlage für die Bücher, die Verwaltung der Buchbearbeitung und die Technik. In den 1990er Jahren erfolgte eine vorgesehene Magazinerweiterung in der Ebene 0.
- in Ebene 1 der Eingang mit der Leihstelle, der zentralen Information (Zentralkataloge, Bibliographischer Apparat) und davon abgetrennt östlich und nördlich mit den Verwaltungsbereichen sowie ein Saal auf der Westseite
- in Ebene 2 und 3 neben einer zentralen Fachauskunft der freihändig aufgestellte Bücherbestand und an den Rändern die Plätze für das jeweilige Fachpersonal und für die Nutzer
- in Ebene 4 die Spezialbereiche der Deutschen Presseforschung mit den Zeitschriften, die Handschriften und Inkunabeln sowie die Tonstudios und die Musikmedien. Ein ursprünglicher Dachgarten fand nicht die erwartete Annahme.

Im Rahmen eines Förderkonzeptes zur „energetischen Verbesserung der Bausubstanz“ wurde die Bibliothek von 2002 bis 2004 technisch modernisiert. Dabei wurden die Energieeinsparpotentiale von vollklimatisierten Gebäuden aus den 1960er und 1970er Jahren aufgezeigt. Die gesamten Sanierungsmaßnahmen wurden mit 14,5 Mio. EUR vom Bund und dem Land Bremen finanziert. Die vordringlichen Ziele der Sanierung waren, den Energieverbrauch um mehr als 50 % zu senken.
Von 2013 bis 2014 wurden der Zeitschriftenlesesaal und der Eingangsbereich umgebaut. Ziel der Umbaumaßnahmen ist die Erweiterung der Garderobenfläche, die Neugestaltung des Zeitschriftenlesesaals, der Aufbau eines Gruppenlernraums mit multimedialer Ausstattung und die Einrichtung einer kleinen Cafeteria.
Im November 2016 erhielt die Bibliothek einen viergeschossigen Bücherturm für die Aufnahme von rund 725.000 Büchern, die in Rollregalen aufgestellt werden. Der weiße, erweiterungsfähige Bau wurde nach Plänen von Jens Kruse über dem Magazindach errichtet.

## Standorte

Lage der Universität (rot)

Die Staats- und Universitätsbibliothek Bremen ist auf dem Campus der Universität Bremen angesiedelt. Der Campus bildet mit dem Technologiepark Bremen fast einen eigenen Stadtteil am Rande Bremens und liegt verkehrsgünstig an der A27 mit eigener Abfahrt. Darüber hinaus ist die Universität gut per Bus (Linien 20, 21, 22, 28, 630, 670) oder Straßenbahn zu erreichen. Auf dem Campus gibt es drei Haltestellen der Straßenbahnlinie 6.
Die Bibliothek ist in einem zentralen Gebäude untergebracht. Neben dem Hauptgebäude (Uni; Bibliothekstraße) gibt es um die neun weiteren dezentrale Standorte:
- der Bereichsbibliotheken
  - für Wirtschaftswissenschaft (Uni – WiWi 2 / Max-von-Laue-Str. 1),
  - der Physik und Elektrotechnik (Uni – NW 1),
  - das Juridicum der Rechtswissenschaften (Forum am Domshof – Domshof 26),
- die Teilbibliotheken
  - der Hochschule Bremen; für Technik und Sozialwesen (Neustadtswall 30), für Wirtschaft und Nautik (Werderstraße 73),
  - der Hochschule für Künste Bremen für Kunst (Häfen; Speicher XI, Nr. 8) und Musik (Dechanatstraße 13–15)
  - der Hochschule Bremerhaven (Karlsburg 7, Haus S)

Informationen erhält der Nutzer bei der Zentralen Information, der Leihstelle, der Fernleihe, den fachlichen Beratern in den Fachbereichen, bei der Informationstechnik und bei der Presse- und Öffentlichkeitsstelle der Bibliothek (Aktuelle Adressen siehe dazu im WEB)
Gründungsdirektor der SuUB war Rolf Kluth. Seit 2006 leitet Maria Elisabeth Müller zusammen mit den Dezernenten für Benutzung und Verwaltung sowie den Fachabteilungsleitern für Naturwissenschaften, Sozialwissenschaften, Kulturwissenschaften und der Spezialabteilung sowie der Abteilung Informationstechnik die Bibliothek.

## Elektronische Bibliothek
Die Elektronische Bibliothek der Staats- und Universitätsbibliothek Bremen ist eine seit 1998 bestehende virtuelle Bibliothek, die sowohl den physisch vorhandenen Bibliotheksbestand der SuUB Bremen als auch freie oder über Lizenzen verfügbare elektronische Medien verfügbar macht. Weiteres dazu siehe dort.

## Leitungen vor der Neugründung 1964
- 1660–1676 Johann Hipstede
- 1708–1732 Johann Havighorst
- 1732–1770 Heinrich Heisen
- 1770–1789? Johann Nonnen
- N.N.
- 1796–ca. 1837 Heinrich Rump
- N.N.
- 1863–1878 Johann Georg Kohl
- 1879–1905 Heinrich Bulthaupt
- 1906–1922 Henrich (Henry) Seedorf[13]
- 1923–1945 Hinrich Knittermeyer
- 25. September 1945 – 14. Dezember 1945 Friedrich Wilkens (geschäftsführend)
- ab 15. Dezember 1945 – 1950 Hermann Entholt
- 1951–1961 Hans Wegener (Bibliothekar)
- 1961–1964 N.N.

## Leitungen seit 1965
- 1964–1965 Eberhard Lutze, kommissarisch
- 1965–1977 Rolf Kluth
- N.N.
- 1982–1992 Hans-Albrecht Koch
- 1992–1993 Egon Ditt (Senatsdirektor)
- 1993–2003 Annette Rath-Beckmann
- 2003–2006 Claudia Bodem, kommissarisch
- seit 2006 Maria Elisabeth Müller[14]